# Tegrolcinia mirotibialis
Tegrolcinia mirotibialis är en insektsart som beskrevs av Wei Ying Hsia och Xiangwei Liu 1991. Tegrolcinia mirotibialis ingår i släktet Tegrolcinia och familjen vårtbitare. Inga underarter finns listade i Catalogue of Life.